# Pareiorhaphis mutuca
Pareiorhaphis mutuca är en fiskart som först beskrevs av Oliveira och Oyakawa, 1999.  Pareiorhaphis mutuca ingår i släktet Pareiorhaphis och familjen Loricariidae. Inga underarter finns listade i Catalogue of Life.